# Thestus chassoti
Thestus chassoti är en skalbaggsart som beskrevs av Stefan von Breuning 1973. Thestus chassoti ingår i släktet Thestus och familjen långhorningar. Inga underarter finns listade i Catalogue of Life.